# Montserrat Boix
Montserrat Boix Piqué (Polinyá, Barcelona, 26 de enero de 1960) es una periodista española. Fue delegada de Igualdad, Diversidad e Inclusión de RTVE, en la Secretaría General de RTVE y editora de igualdad en el medio entre agosto de 2022 y febrero de 2024. Se la consideró en 2015 por una revista entre las mujeres más influyentes de su país. A principios de 2000 creó y desarrolló los conceptos de ciberfeminismo social y un año después el de hacktivismo feminista. Otro de sus ejes de trabajo es violencia de género y comunicación.  También ha destacado como defensora del Derecho a la comunicación y los derechos de ciudadanía para las mujeres. Desde 1986 es periodista de los Servicios Informativos de TVE en la sección de internacional. Durante el período 2017 a 2022 fue secretaria de Igualdad y Derechos Civiles de UGT RTVE y miembro del Observatorio de Igualdad de la Corporación de RTVE.

## Biografía y trayectoria
Licenciada en Ciencias de la Información por la Universidad Autónoma de Bellaterra (Barcelona).
A principios de los años 80 inició su trayectoria profesional en Radio Miramar de Barcelona, participando entre otros programas como 'Bruja más que bruja' junto a Julia Otero. Posteriormente trasladó su residencia a Madrid para incorporarse en el programa "Encarna de noche" dirigida por Encarna Sánchez, en COPE Madrid. En 1983 trabajó en la producción del especial fin de año de TV3 realizado por Abili Roma. En 1984 asumió la jefatura de prensa de la Unión Federal de Consumidores de España durante la creación de la organización, que estaba presidida por Alberto Landaburu. En 1986 se incorporó a los servicios informativos Televisión Española, especializada en temas de política exterior y el mundo árabe, Magreb, Sahel y los movimientos islámicos, el terrorismo yihadista. Ha sido enviada especial a principios de los 90 en Argelia, cubriendo la información sobre las matanzas del GIA y su guerra civil, en campos de refugiados Saharauis, Marruecos, Egipto, Afganistán, Guatemala y Bangladés.

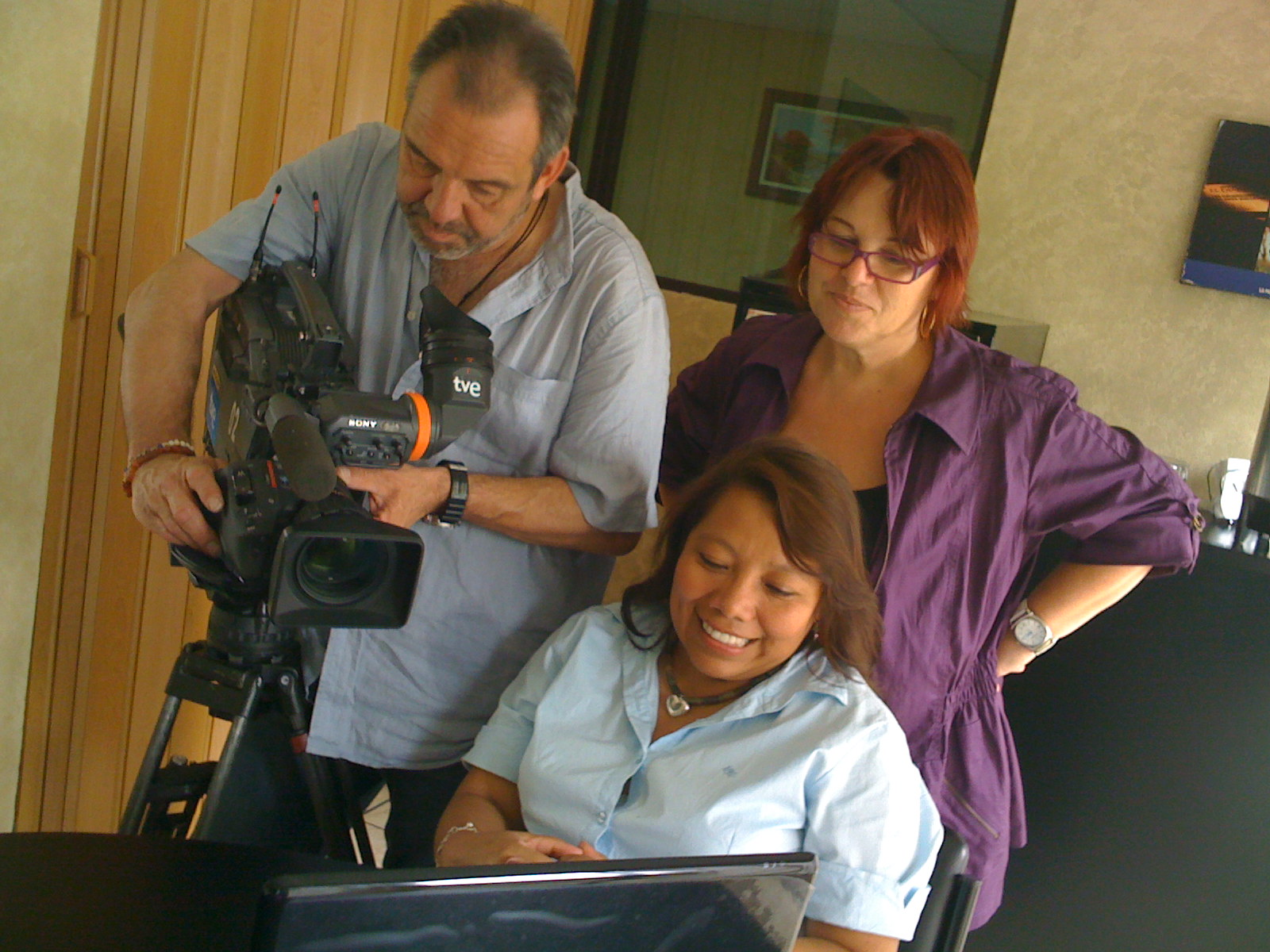
Montserrat Boix y Francisco Magallón. Guatemala 2009

Además del ejercicio del periodismo es profesora en diferentes másteres universitarios sobre igualdad, tecnologías, comunicación y desarrollo con perspectiva de género en diversas universidades, entre ellas en la Universidad Internacional de Andalucía y la Universidad del País Vasco (UPV). Investiga, a su vez, como las tecnologías sirven de herramienta para un nuevo periodismo más inmediato, global y democratizado. Trabaja de forma transversal la perspectiva de género y ha recibido diversos premios por su labor en un periodismo más igualitario, entre ellos el Premio al Reconocimiento en la labor periodística más destacada en la erradicación de la violencia de género otorgado por el Observatorio Contra la Violencia Doméstica y de Género del Consejo General del Poder Judicial (2005), el Premio Nicolás Salmerón de Derechos Humanos por el esfuerzo y la constancia al hacer de Mujeres en Red uno de los medios de comunicación de referencia en la defensa de los derechos de la mujer. y el Premio Comunicación No Sexista de la Asociació de Dones Periodistes de Catalunya (2015).
En 2019 y a raíz de la reclamación de una información equilibrada en el tema de los vientres de alquiler, que afectan a derechos básicos de menores y mujeres, sufrió acoso laboral por parte del editor de los telediarios fin de semana Lluís Guilera. Los hechos se remontan al telediario fin de semana del 16 y 17 de febrero de 2019 se emitió una información sobre los menores nacidos por vientres de alquiler con un tratamiento desequilibrado atentando contra los derechos humanos de menores y mujeres. Boix, desde su responsabilidad como representante de los trabajadores en defensa de la igualdad trasladó al editor, Lluís Guilera, las críticas recibidas. Guilera, homosexual y padre de mellizos junto a su marido, lejos de ejercer la autocrítica, consideró la información correcta y además hizo gala de subjetividad por ser para él una «cuestión personal». En el telediario se omitió que la gestación subrogada es ilegal en España y que las familias «atrapadas» en Ucrania habían eludido la legislación española. Las asociaciones de mujeres también denunciaron el tratamiento dado a la información. Guilera inició contra ella y sus compañeros de la sección internacional un acoso laboral que terminó con el traslado de Boix al canal 24 Horas. Es coautora de la Guía de Igualdad de RTVE publicada por el Observatorio y en durante los años 2021 y 2022 formó parte de la Comisión Negociadora del II Plan de Igualdad entre mujeres y hombres de RTVE aprobado en marzo de 2022. En agosto de 2022 fue nombrada delegada de Igualdad, Diversidad e Inclusión de RTVE, en la Secretaría General de RTVE y editora de igualdad;dimitió de este puesto en febrero de 2024, a raíz de la selección de la canción "Zorra" como representante de España en el festival de Eurovisión de ese año, no obstante desde fuentes de RTVE se señala que la salida de Boix corresponde a una jubilación pactada con anterioridad a la realización del Benidorm Fest y que sus dichos buscaban generar «ruido mediático».

## Ciberfeminismo social
En 2002, publicó Los géneros de la red: los ciberfeminismos con la filósofa feminista Ana de Miguel en el libro: "The role of humanity in the information age. A Latin Perspective" editado por la Universidad de Chile se publica por primera vez el concepto "ciberfeminismo social".
"Montserrat Boix -señala Cecilia Castaño- distingue entre el ciberfeminismo radical, el ciberfeminismo conservador y el que ella misma bautiza como ciberfeminismo social, el cual como indica "está asociado a organizaciones, redes y movimientos sociales que han incorporado las tic como canales de comunicación con una tradición de pensamiento y acción anterior a la aparición de las redes en Internet donde grupos tradicionalmente marginados reclaman nuevos espacios políticos"
En noviembre de 2006 en la publicación Labrys n.º 10 plantea el concepto de Hacktivismo feminista en el texto Hackeando el patriarcado: La lucha contra la violencia hacia las mujeres como nexo. Filosofía y práctica de Mujeres en Red desde el ciberfeminismo social.

## Mujeres en Red
Montserrat Boix creó en 1996 Mujeres en Red, que es un periódico feminista. Imparte talleres presenciales para crear contenido desde perspectiva de género, con el afán de corregir el sesgo que existe históricamente en las enciclopedias virtuales, como en el Centro de Documentación de Recursos Feministas de Vigo.

## Premios y reconocimientos
Ha recibido varios premios por su trayectoria profesional y compromiso en los Derechos Humanos y la igualdad:
- 2000 Premio AMECO de Comunicación[32]
- 2001 Premio Rosa Manzano otorgado por la Secretaría de Igualdad del PSOE (2001)[33]
- 2005 El Premio al Reconocimiento en la labor periodística más destacada en la erradicación de la violencia de género – otorgado por el Observatorio Contra la Violencia Doméstica. Consejo General del Poder Judicial.
- 2009 Premio Nicolás Salmerón de Derechos Humanos por el esfuerzo y la constancia al hacer de Mujeres en Red uno de los medios de comunicación de referencia en la defensa de los derechos de la mujer.[20]
- 2011 El VII Premio Isonomía contra la violencia de género. Fundación Isonomía-Universitat Jaume Ier.
- 2015 Premio Comunicación No Sexista. Asociació de Dones Periodistes de Catalunya.
- 2016 Elegida en el grupo de Las 100 mujeres más influyentes de España[3]
- 2016 y 2017 el periódico El Mundo la incluyó en la lista de las 500 mujeres más influyentes de España.[34][35]
- 2017, recibió el X Premio Participando Creamos Espacios de Igualdad, en la categoría de Comunicación, otorgado por el Consejo de las Mujeres del municipio de Madrid.[36]
- 2023. Premio «Ciudadanas del Mundo» en el apartado Periodismo.[37]
- 2025 Premio Comadre de Oro Especial, otorgado por Tertulia Feminista les Comadres, por su compromiso con la igualdad de mujeres y hombres, la información con perspectiva feminista y el periodismo. [38]

## Publicaciones
- “Manual sobre el uso del ordenador y la Internet. Historia sobre las redes internacionales de mujeres en la Internet”. En: El viaje de las internautas. Una perspectiva de género en las nuevas tecnologías. (2001). Editado por AMECO (Asociación Española de Mujeres Comunicadoras)[39]
- Sociedad Civil y redes de mujeres en las nuevas tecnologías de la comunicación (2002)[40]

- Comunicación, tecnologías de la información y feminismos (2002)[41]
- “Cuando la violencia doméstica cruza el umbral del espacio público”. En:  Violencia y Género. Tomo II. (2003). Mº Teresa López Beltrán, Mª José Jiménez Tomé, Eva Mª Gil Benitez (Eds). Asociación de Estudios Históricos sobre la Mujer. Centro de ediciones de la diputación de Málaga. ISBN 9788477855293

- “Los géneros de la red: los ciberfeminismos”. En el libro: The role of humanity in the information age. A Latin Perspective por Ana de Miguel y Montserrat Boix.[42]

- “Las TIC, un nuevo espacio de intervención en la defensa de los derechos sociales. Las mujeres okupan la red”. En el libro: Género, sexo, medios de comunicación. Realidades, estrategias, utopías, coordinado por Natividad Abril. Universidad del País Vasco. ISBN 8487595952[43]

- Comparecencia en el Senado en la Ponencia sobre la erradicación de la violencia doméstica. Comisión Mixta de los Derechos de la Mujer. 2 de abril de 2001. Conclusiones de la Ponencia.[44]

- Hacktivismo Feminista (Versión Beta-1) (2003). Suburbia.[45]

- Hacklabs de lo digital a lo analógico (2003) Por Montserrat Boix y Nómada. 2003. Publicado en Mentes Inquietas y Suburbia[46]

- Una informática con lenguaje no sexista (2004)[47]

- ¿Y tu, navegas?, febrero de 2006.

- Ciberfeminismo social como experiencia (2006)[48]

- Nuevas tecnologías de la Información y la comunicación: creando puentes entre las mujeres. 2006.

- ”Hackear el patriarcado: La lucha contra la violencia hacia las mujeres como nexo. Filosofía y práctica de Mujeres en Red desde el ciberfeminismo social”. 2006. Revista Labrys. Monografico sobre feminismo en España coordinado por Ana de Miguel.[49]

- Sociedad de la Información y feminismo. Feminismo: herramienta imprescindible para la construcción de la sociedad del conocimiento. Software Libre y Feminismo. 2007.[50]

- “Nuevas tecnologías de la información y la comunicación: creando puentes entre las mujeres”. En el libro: Nosotras en el país de las comunicaciones, (2007). Silvia Chocarro (coord.). Editorial Icaria[51]

- “Comunicación: todavía una asignatura pendiente para el feminismo”. (2006)  En el libro: Los feminismos como herramientas de cambio social (II): De la violencia contra las mujeres a la construcción del pensamiento feminista. Compiladoras Victoria A.Ferrer Pérez y Esperanza Bosch Fiol. Treballs Feministas N.º 6. Universitat de les Illes Balears ISBN 8476329598[52]

- “Comunicación y educación para la ciudadanía”. Montserrat Boix. Revista Andalucía Educativa. N.º 62 . Agosto 2007

- Mujeres en Red, la información es poder. En Dones contra l’Estat. Juncal Caballero y Sonia Reverter eds. ISBN 978-84-608-0808-4 Seminari d’Investigació Feminista. UJC. 2008

- Una docena de argumentos para animarte a hacer un blog. (2012)[53]

- Una mirada a la comunicación desde la perspectiva de género y el activismo feminista. (2013)[54]

- Prácticas e imágenes deformadas en el discurso mediático en Informar con perspectiva de género en Medios de Comunicación e Igualdad una alianza necesaria (2014) Consejo Audiovisual de Andalucía.[55]

- Seguridad versus privacidad, derecho a la resistencia en Hacia una internet ciudadana. (2015) América Latina en Movimiento. ALAI.[56]
- «Patriarcado y tecnología. Seguimos en la lucha», en Gender on digital, Journal of Digital Feminism, 2024, Vol. 2, Estratexias de hackeo ao sistema dixital patriarcal. Universidad de Vigo.[57]
- "Guerra cognitiva contra las mujeres: construir la resilencia. Agenda feminista digital" Mujeres en red (2025)[58]
- "Hackeando el patriarcado II: El patriarcado responde con la guerra cognitiva para hackear a las mujeres" (2025) en  50 años de feminismo en España y América Latina coordinado por Ana de Miguel Álvarez, Alicia Miyares DOI: 10.18002/cg Seminario Interdisciplinar de Estudios de las Mujeres de la Universidad de León[59]